# Saint-Philippe (Réunion)
Saint-Philippe is een gemeente in Réunion en telt 4858 inwoners (2005). De oppervlakte bedraagt 153,94 km², de bevolkingsdichtheid is 32 inwoners per km².
De plaats ligt aan de zuidoostelijke kust van het eiland, aan de kustweg N2.
In de gemeente liggen de natuurgebieden Réserve biologique intégrale des Hauts de St-Philippe, Forêt de St-Philippe, Forêt départemento-domaniale de Mare Longue en Forêt départemento-domaniale du Tremblet, alle binnen het Nationaal Park Réunion. Het noorden van de gemeente bestaat uit kraters, remparts en lavavelden van de actieve vulkaan Piton de la Fournaise.